# 竜跳
竜跳（りゅうと、2002年1月5日 - ）は、東京都出身の元子役・タレントである。最終所属はスターダストプロモーション芸能第6部所属。
父親は俳優の河相我聞。

## 出演

### テレビドラマ
- コドモ警察（2012年） - ブル（今村剛） 役
- コドモ警視（2013年） - ブル（今村剛） 役
- 二丁目のホームズ 第4話（2013年、フジテレビTWO） - 家多シュン（幼少期） 役
- 潔子爛漫〜きよこらんまん〜 第1話（2013年、東海テレビ・フジテレビ） - 有馬蒼太（幼少期） 役
- 仮面ライダーウィザード 第52・53話（2013年）
- 衝撃ゴウライガン 第4話（2013年、テレビ東京）
- 警部補・杉山真太郎〜吉祥寺署事件ファイル 第4話（2015年） - 西野和真 役
- アルジャーノンに花束を（2015年、TBS） - 白鳥咲人 役

### 映画
- コドモ警察（2013年） - ブル（今村剛） 役
- カノジョは嘘を愛しすぎてる（2013年） - 小笠原秋（幼少期） 役
- KILLERS／キラーズ（2014年） - 敬二 役
- ショートホープ（2014年） - 主演:児島和也 役

### オリジナルビデオ
- 鎧武/ガイム外伝 仮面ライダー斬月（2015年4月22日発売） - 少年貴虎 役

### Web
- GO!5スイーツ（2011年12月 - 2014年2月）